# Tanuku
Tanuku là một thành phố và khu đô thị của quận West Godavari thuộc bang Andhra Pradesh, Ấn Độ.

## Địa lý
Tanuku có vị trí 16°45′B 81°42′Đ / 16,75°B 81,7°Đ Nó có độ cao trung bình là 13 mét (42 feet).

## Nhân khẩu
Theo điều tra dân số năm 2001 của Ấn Độ, Tanuku có dân số 66.779 người. Phái nam chiếm 50% tổng số dân và phái nữ chiếm 50%. Tanuku có tỷ lệ 75% biết đọc biết viết, cao hơn tỷ lệ trung bình toàn quốc là 59,5%: tỷ lệ cho phái nam là 78%, và tỷ lệ cho phái nữ là 72%. Tại Tanuku, 11% dân số nhỏ hơn 6 tuổi.